# Paul Sturgess
Paul "Tiny" Sturgess (Loughborough, Inglaterra, 25 de Novembro de 1987), também conhecido por Tall Paul no Reino Unido é um jogador de basquete britânico que atualmente joga pelo Harlem Globetrotters (camisa 55).
Com uma altura de 2,32 m e 320 lb (150 kg), ele foi oficialmente reconhecido pelo Guinness Book, em Novembro de 2011, como o mais alto jogador profissional de basquete da história.
Tem sido constantemente convocado para a seleção britânica de basquetebol.

## Curiosidades
- Um dos videos mais assistidos da internet é de uma enterrada do "Tiny" Sturgess sem tirar os pés do chão. Após a enterrada, ele ainda tira onda com o adversário.[6]